# Brawn GP

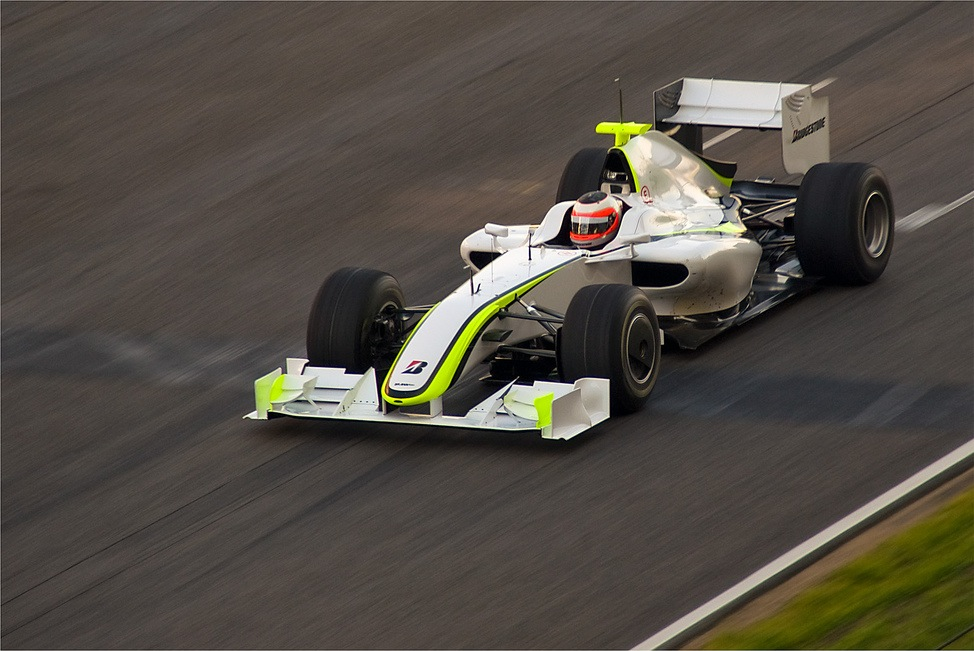
El BGP 001, el primer cotxe de la escuderia

Brawn GP, va ser un equip de curses de Fórmula de motor i constructor, que va néixer com comprar essencialment una gestió de sortida d'Honda Racing F1 Team. Tot i que només va competir a la temporada 2009 de Fórmula 1, que va guanyar els dos campionats de pilots i constructors d'aquest any, abans de ser comprada pel seu proveïdor de motors, Mercedes, per convertir-se en Mercedes GP.
Brawn GP es va formar el 6 de març de 2009, quan es va confirmar que Ross Brawn, l'ex director tècnic de l'equip Honda Racing F1, Ferrari i Benetton, havia comprat l'equip d'Hondaref arran de la retirada de la marca japonesa a l'esport el desembre de 2008. El 17 de març de 2009, la FIA va acceptar oficialment el canvi de nom d'Honda Racing F1 Team a Brawn GP. Encara que l'equip pot ser vist com una continuació de l'equip Honda (de fet, es podria dir que l'encarnació del 4 de Tyrrell / BAR / Honda), la FIA va considerar Brawn GP ser enterament nou missatge, però va accedir a renunciar a la quota d'entrada estàndard en el reconeixement de les circumstàncies de l'equip.
El nou equip va fer el seu debut a la temporada 2009-Gran Premi d'Austràlia el 28 de març de 2009, on va aconseguir la pole position i 2n lloc en la classificació. L'equip va guanyar les dues primeres posicions en el seu debut en la cursa Grand Prix el 29 de març de 2009, amb Jenson Button guanyar la carrera i Rubens Barrichello, el segon.
L'equip va utilitzar els motors Mercedes. A la primera part de la temporada, diversos patrocinadors s'han signat, com Virgin, MIG Investments, Henri Lloyd i PerkinElmer.
El 18 d'octubre de 2009, al Gran Premi del Brasil, Button va assegurar el títol 2009 de Pilots, mentre que el seu company Barrichello va contribuir amb els seus punts per assegurar a Brawn el Campionat de Constructors.
El 16 de novembre 2009, es va confirmar que Mercedes, en col·laboració amb Aabar Inversions compra una participació del 75,1% al GP Brawn (Mercedes: 45,1%; Aabar: 30%). és comprar l'equip que és reanomenat Mercedes GP de la temporada 2010.[5]
 Va guanyar dos títols en el seu únic any de competició, la primera a aconseguir un campionat 100% d'èxit, mentre que el seu rècord de 8 victòries en 17 curses (un èxit 47,05% taxa) és improbable que s'arribi a igualar.

## Història
El 5 de desembre, per a ensurt de la Fórmula 1, Honda anunciava que deixava la categoria a conseqüència de la crisi econòmica del 2008. Des de llavors, Nick Fry i el mateix Ross Brawn van començar a cercar un comprador per l'escuderia que mantingués els 700 llocs de treball i li assegurés la continuïtat a Jenson Button, que poc abans de l'anunci havia firmat un nou contracte amb l'escuderia japonesa.
El primer a manifestar la seva intenció d'adquirir l'equip va ser David Richards, amo de Prodrive, que fins i tot va viatjar a Qatar per aconseguir inversors per finançar la compra. No obstant això, Richards va desistir de la compra esperant que la reducció de costos que la FIA havia posat en marxa no es duria a terme fins a la temporada 2010. A finals del 2008, van saltar els rumors que Carlos Slim, amo de Telmex, havia adquirit l'equip, però la mateixa companyia ho va desmentir.
El president d'Honda Racing, Nick Fry, es mostrava confiat de trobar comprador, ja que segons les seves paraules tenien dotze ofertes serioses sobre la taula, però cap acabava de conformar a les parts involucrades i la cursa inaugural a Austràlia cada vegada estava més a prop.
Ja al febrer del 2009, el multimil·lionari Richard Branson es va mostrar interessat en l'equip, però Bernie Ecclestone no va poder garantir que compliria les seves exigències, que consistien en el fet que els combustibles que usin els monoplaces siguin més "verds" i que els costos per mantenir un equip a la Fórmula 1 siguin més barats, per la qual cosa Branson va desistir d'una compra directa de l'equip, encara que la seva empresa Virgin Group ja és patrocinador de l'equip.
Finalment, per manca d'un comprador seriós per a l'equip, el cap de l'Honda F1 Team Ross Brawn es fa càrrec de l'equip pel preu simbòlic d'una lliura esterlina i l'equip passa a ser finançat per la mateixa Honda. Els pilots titulars de l'anterior escuderia, Jenson Button i Rubens Barrichello, decideixen romandre sota les ordres de Ross Brawn encara que reduint els seus salaris.
El seu primer monoplaça, el Brawn BGP 001, va debutar el 6 de març al Circuit de Silverstone, amb Button al volant. Posteriorment, Brawn GP es va desplaçar al Circuit de Catalunya per a realitzar els que van ser els seus primers entrenaments i en els quals va sorprendre amb els seus bons temps. Confirmaria les bones sensacions en l'inici de la temporada perquè Button va aconseguir la pole position i la victòria i Barrichello la segona plaça en el Gran Premi d'Austràlia del 2009.

### La primera victòria
En el Gran Premi d'Austràlia, Rubens no va tenir una bona sortida: perdent posicions i va quedar relegat a la 7a posició. En un principi semblava que Rubens havia perdut la possibilitat de pujar al podi, després de sortir des de la segona posició, però, a falta de quatre voltes, Robert Kubica en un intent d'avançar a Sebastian Vettel col·lideix amb ell, quedant tots dos fora de cursa. Rubens se situa en segona posició.

## Patrocinadors

### Temporada 2009
El 26 de març Brawn anuncia una associació amb l'empresa Britànica de roba i calçat Henri Lloyd en la qual l'esmentada companyia les subministraria el vestit i el calçat a canvi que la seva marca aparegués en el BGP 001. El 28 de març Sir Richard Branson anuncià que Virgin seria el principal patrocinador de l'equip de Brawn GP per al 2009. En el Gran Premi de Bahrain Virgin va canviar el seu logotip habitual pel de Virgin Galactic.
El bon començament de campionat, va portar noves empreses interessades a promocionar les seves marques en l'equip revelació. El 17 d'abril Brawn va anunciar un acord amb MIG Investments perquè el seu logo aparegués en la part davantera del monoplaça i el 19 d'abril, un altre pel qual Ray-Ban, un fabricant d'ulleres de sol, portés posat el patrocini en el casc dels pilots. També signo acords amb Endless Advance, NCE i amb un nou proveïdor de cinturons de seguretat anomenat Willans.
Durant el Gran Premi d'Espanya Sony Pictures es va unir a l'equip amb imatges promocionals de la pròxima pel·lícula Terminator Salvation.

## Galeria d'imatges

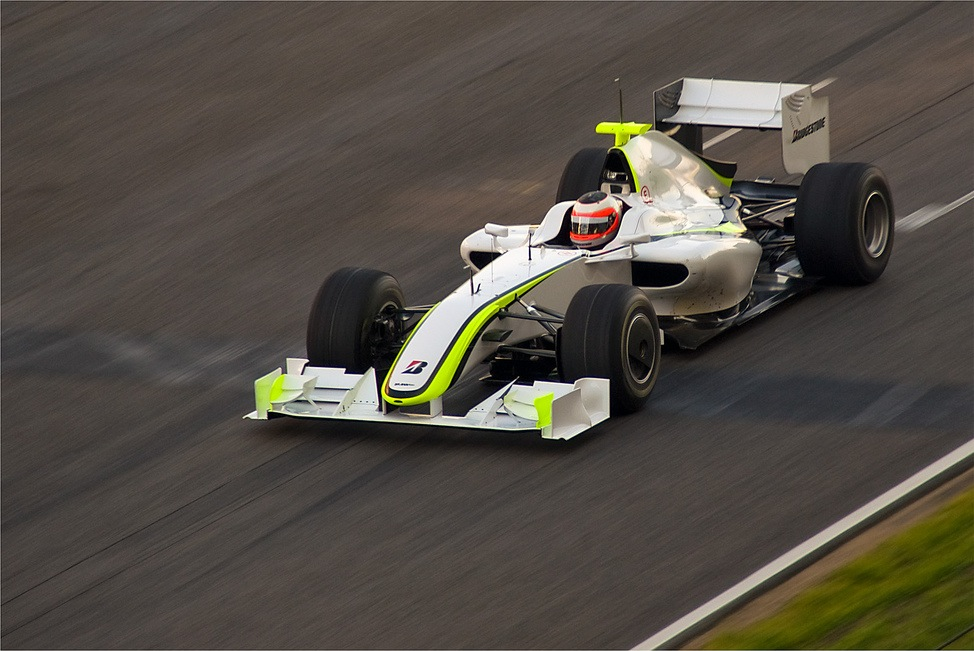
Barrichello durant un test de pretemporada.
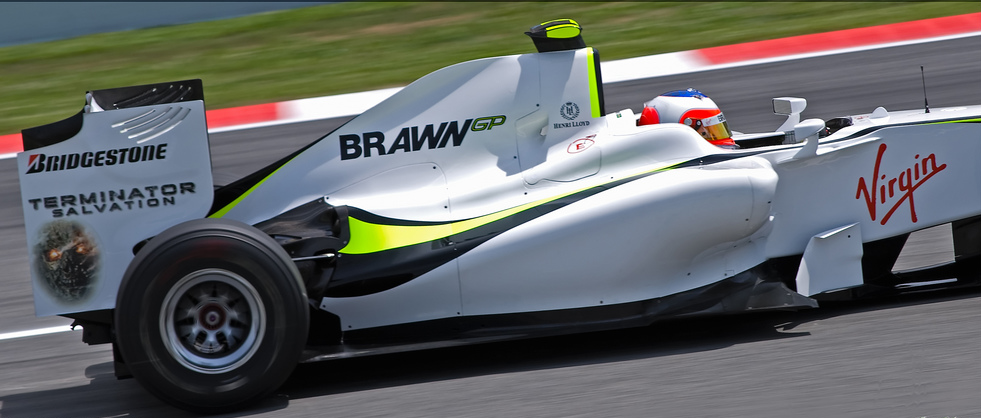
El BGP 001 amb el patrocini de Terminator Salvation en el GP d'Espanya
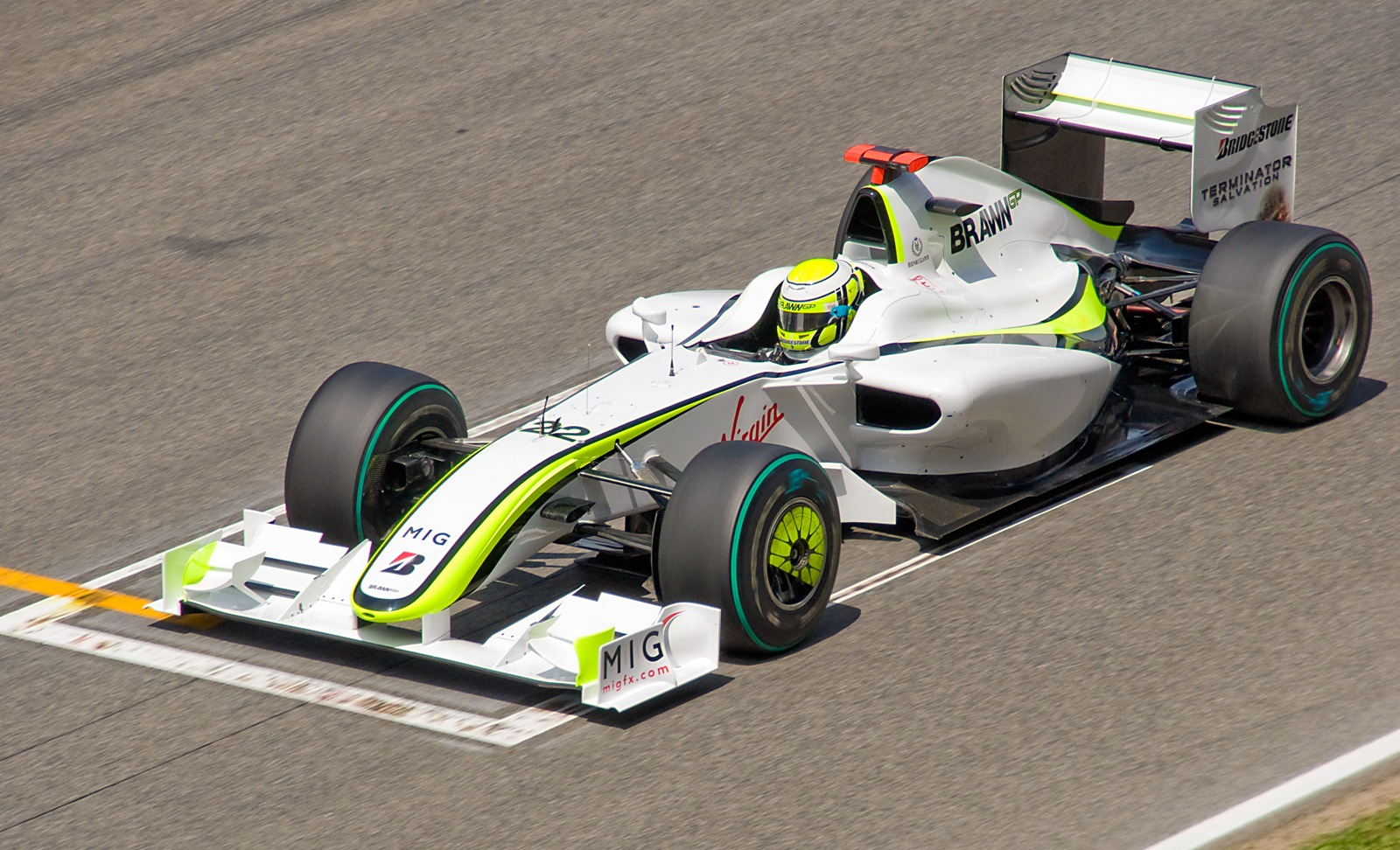
Jenson Button camí de guanyar el GP d'Espanya
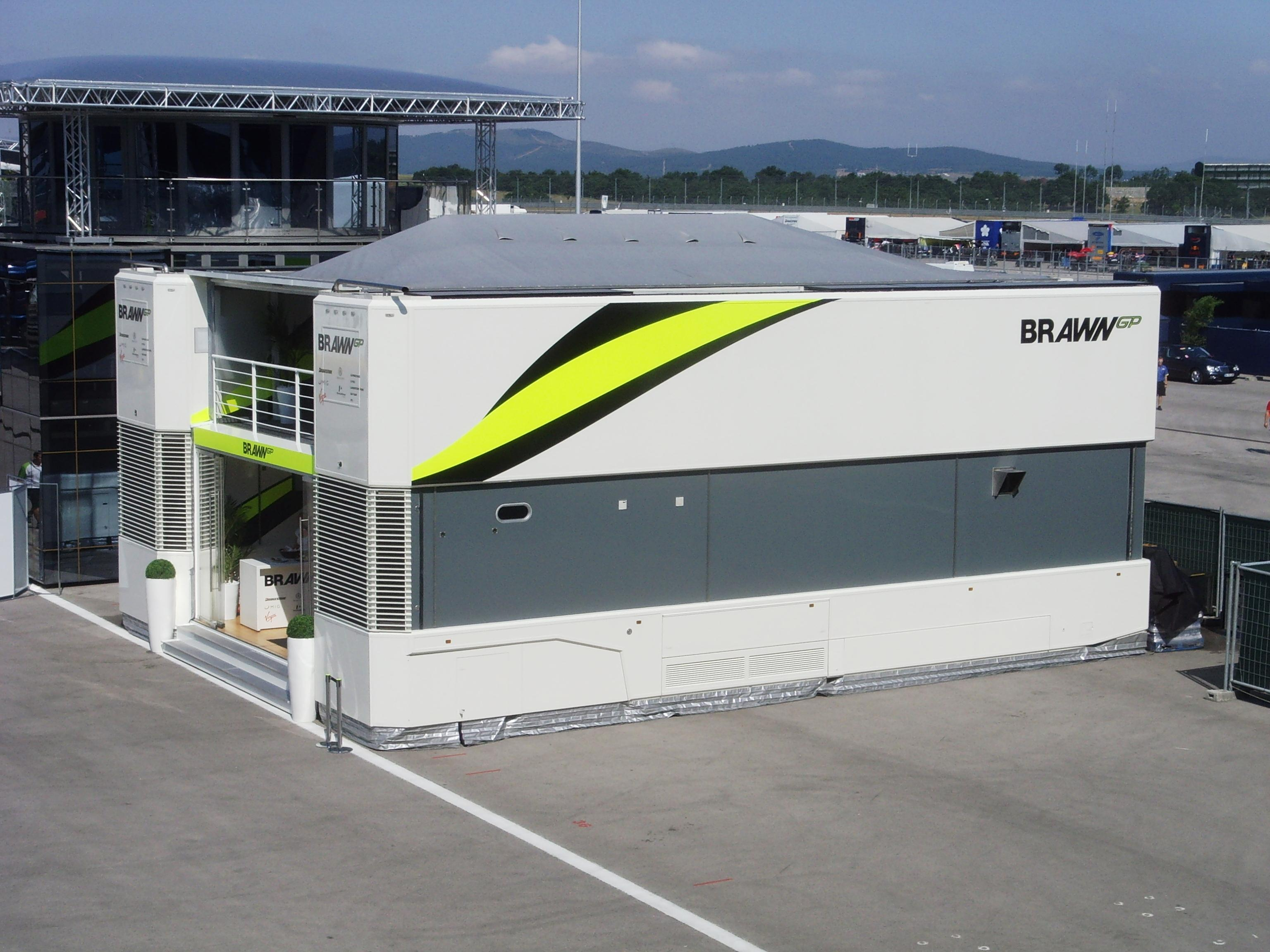
El motor home de Brawn GP, on s'atenen als patrocinadors.